# حليم تقي الدين
حليم أحمد تقي الدين (18 ديسمبر 1922 - 1 ديسمبر 1983) أكاديمي ومحامي وقاضي درزي لبناني في القرن 20.  ولد في بعقلين بقضاء الشوف، والده القاضي الشاعر أحمد تقي الدين. درس في مدرسة الحكمة في بيروت، وعند تخرجه مارس التعليم وتابع تحصيله الجامعي فنال عام 1955 إجازة في التاريخ من الجامعة اللبنانية، ونال شهادة في الحقوق الإدارية العامة وشهادة في التاريخ السياسي من الأكاديمية اللبنانية في 1951. في العام 1962 نال إجازة الحقوق من الجامعة اللبنانية. مارس المحاماة متدرجاً ومحاميا في الاستئناف والتمييز بين 1962 و 1968. ومن 1966 إلی 1968 كان عضواً في المجلس المذهبي للطائفة الدرزية ثم أمين سر له. شغل أيضا وظيفة أمين سر الجامعة اللبنانية، ثم أصبح أستاذا في معهد العلوم الاجتماعية، في 4 أيار 1968 عُيِن رئيسا لمحكمة الاستئناف العليا للقضاء المذهبي الدرزي، وبهذه الصفة أصبح رئيسا لمجلس القضاء المذهبي الدرزي. له كتابات ومؤلفات كثيرة في القضاء. اغتيل بالرصاص في 1 كانون الأول 1983 في بيته ببيروت. 

## سيرته
ولد حليم بن أحمد بن عبد الغغار ابن حسين بن أحمد الكبير في 18 كانون الأول 1922 في بعقلين بقضاء الشوف وتخرج في مدرسة الحكمة في بيروت، وأحرز شهادة في الحقوق وشهادة في التاريخ الدبلوماسي من الأكاديمية اللبنانية، ونال من الجامعة اللبنانية إجازة تعليمية في التاريخ والجغرافيا وإجازة في الحقوق. كان أستاذاً في الجامعة اللبنانية لأكثر من عشرين سنة، وخلالها مارس المحاماة في الاستئناف، وترشح للانتخابات النيابية عن قضاء الشوف سنة 1964، وانتخب عضواً في المجلس المذهبي لطائفة الموحدين الدروز سنة 1966 حتى 1968 حين عُيّن رئيسا لمحكمة الاستئناف العليا وشارك في تأسيس المجلس الدرزي للبحوث والإنماء وانتخب عضواً في مجلس أمنائه، وشارك في تأسيس المكتب الدائم للمؤسسات الدرزية سنة 1982 وکان من أعضائه العاملين. وشارك في وضع الثوابت الإسلامية العشر من مفتي الجمهورية اللبنانية ونائب رئيس المجلس الشيعي الأعلى وعدد من كبار الشخصيات الإسلامية سنة 1983.

## اغتياله
اغتيل في 1 كانون الأول 1983 في بيته في بيروت. قال عصام أبو زكي في مذكراته «أعتقد أن سبب اغتيال سماحته هو المشاركة في الصلاة الإسلامية الجامعة في الملعب البلدي التي دعا إليها وأمّها المفتي حسن خالد». أقيم له مأتم حافل في دار الطائفة الدرزية، وأم الصلاة عليه مفتي الجمهورية الشيخ حسن خالد وبجانبه رئيس المجلس الإسلامي الشيعي الأعلى محمد مهدي شمس الدين وأبو حمود يحيی الضاروب، ونقل جثمانه إلى بعقلين حيث أقيم له مأتم آخر تكلم فيه عدد من كبار شخصيات البلاد ثم دفن هنا. وأقيمت له في الجامعة الأميركية في بيروت حفلة تأبينية بمناسبة الذكرى السنوية في أول كانون الأول 1984.

## حياته الشخصية
تزوج من الدكتورة ادال/أديل حمدان تقي الدين في 1965 وأولادهما: أسامة، هلا ومكرم. 

## مؤلفاته
- قضاء الموحدين في ماضيه وحاضره
- الموحدين الدروز وأوجه التباين مع السنة والشيعة مصدرا واجتهادا.
- الأحوال الشخصية عند الدروز
- الوصية والميرات عند الموحدين الدروز

جمع ديوان والده الشيخ أحمد تقي الدين. وله عدد من المحاضرات والأحاديث والمقالات في مواضيع شتى. جمعت زوجته الدكتورة أدال حمدان تقي الدين أقواله وتصاريحه وما قيل فيه بعد اغتياله في كتاب كبير قدّم له محمد خليل الباشا. 

## وصلات خارجية
- الشيخ حليم تقي الدين في ديوان الذاكرة اللبنانية